# Влэдеску, Матей
Матей Влэдеску (рум. Matei Vladescu; 21 февраля 1835, Тырговиште, Мунтения, Валашское княжество — 23 января 1901, Бухарест, Королевство Румыния) — румынский политический, государственный и военный деятель, генерал-майор, военный министр Королевства Румыния (5 ноября 1889 — 20 февраля 1891), глава Королевского военного двора Румынии (1892—1900).

## Биография
Родился в семье судьи.
В 1850—1854 году обучался в Бухарестском военном офицерском училище.
В 1873 году получил чин полковника.
Участник Войны за независимость Румынии и Русско-турецкой войны (1877—1878). Командовал 1-й пехотной бригадой, 3-й пехотной дивизией, входившей в состав 2-го армейского корпуса в ходе осады Плевны и Видина. Присутствовал при капитуляции османской армии (45 000 чел.). Сопровождал конвой с турецкими военнопленными в Тырговиште и Бухарест. Произведен в генералы и назначен в генеральный штаб румынской армии.
В 1883—1889 годах командовал 2-й пехотной дивизией, в 1889—1892 годах — 1-й пехотной дивизией, затем 5-й территориальной дивизией в Тулча.
С ноября 1889 по февраль 1891 года занимал пост военного министра в кабинете премьер-министра Георге Ману . Позже был назначен начальником генерального штаба румынской армии и главой Королевского военного двора Румынии.

## Память
- Его именем названа улица в Тырговиште.